# Friedhelm Groppe
Friedhelm Groppe (né le 17 octobre 1942, mort le 10 avril 2014 à Wurtzbourg) est un ancien footballeur professionnel allemand.

## Biographie
Groppe connaît ses plus grands succès avec le Borussia Dortmund. En 1965, il est vainqueur de la Coupe d'Allemagne. Un an plus tard, il remporte la Coupe d'Europe des vainqueurs de coupe, bien qu'il ne soit pas dans l'équipe lors de la finale.
En 1966, toute l'équipe du Borussia Dortmund est récompensée de la médaille Silbernes Lorbeerblatt.
Groppe joue de 1969 à 1972 au Karlsruher SC en Regionalliga Sud (D2), et prend part à un total de 85 matchs.
En 1972, il s'engage avec le Würzburger FV, avec qui il joue plus de 120 matchs, et marque 10 buts, et ceci jusqu'en 1980. Au cours des deux dernières années, il joue aux côtés de Josef « Sepp » Weiß, vainqueur de la Coupe intercontinentale et de la Ligue des champions avec le Bayern Munich en 1976, et de Günter Fürhoff (de), qui a joué 153 fois pour le Rot-Weiss Essen en Bundesliga. 
À la suite de la descente du club en Oberliga (troisième division) en 1980, il met un terme à sa carrière.
Au total, il prend part à 35 matchs en Bundesliga, 121 en 2. Bundesliga (10 buts), et quatre en Coupe des coupes.

## Palmarès
- Vainqueur de la Coupe des coupes en 1966 avec le Borussia Dortmund
- Vainqueur de la Coupe d'Allemagne en 1965 avec le Borussia Dortmund
- Vice-champion d'Allemagne en 1966 avec le Borussia Dortmund

## Source
- (de) Cet article est partiellement ou en totalité issu de l’article de Wikipédia en allemand intitulé « Friedhelm Groppe » (voir la liste des auteurs).